# Oreobates zongoensis
Oreobates zongoensis är en groddjursart som först beskrevs av Steffen Reichle och Köhler 1997.  Oreobates zongoensis ingår i släktet Oreobates och familjen Strabomantidae. IUCN kategoriserar arten globalt som akut hotad. Inga underarter finns listade i Catalogue of Life.